# Lammassaari (ö i Norra Österbotten, Koillismaa, lat 66,28, long 28,93)
Lammassaari är en ö i Finland. Den ligger i sjön Särkiperä och i kommunen Kuusamo i den ekonomiska regionen  Koillismaa ekonomiska region  och landskapet Norra Österbotten, i den nordöstra delen av landet, 700 km norr om huvudstaden Helsingfors. Öns area är 3,4 hektar och dess största längd är 400 meter i öst-västlig riktning.